# Residentie Europacentrum
Das Europacentrum (offiziell: Residentie Europacentrum, deutsch: Europa-Centrum) ist ein Wohnturm in der belgischen Küstenstadt Ostende. Das Grundstück, auf dem das Gebäude steht war einst der Standort des Stadttheaters. Die Entfernung zum Strand beträgt ca. 80 Meter. Mit knapp 104 Metern ist es das höchste Gebäude in Ostende und eines der höchsten in Belgien. Bis zur Eröffnung des Up-site in Brüssel war es ebenfalls das höchste Wohngebäude des Landes.

## Geschichte
Das Europacentrum wurde von dem Architekten L. Sorée entworfen und von der Firma Van Biervliet aus Brüssel gebaut. Der Turm hat eine Höhe von 103,9 Metern die sich auf 35 Stockwerke verteilen. Der Bau begann im Jahre 1967 und endete im Jahr 1969. In dem Gebäude befinden sich Wohnungen aber auch Parkplätze und eine minimale Anzahl an Büros. Im Erdgeschoss befinden sich mehrere Restaurants, Cafés und kleine Läden.
Bis zum Jahre 1996 befand sich auf der 34. Etage eine Cafeteria, in der man von einer Panoramaaussicht über Ostende und die Nordsee genießen konnte. Diese wurde aber aus Sicherheitsgründen geschlossen.